# 네페르카레 테레루

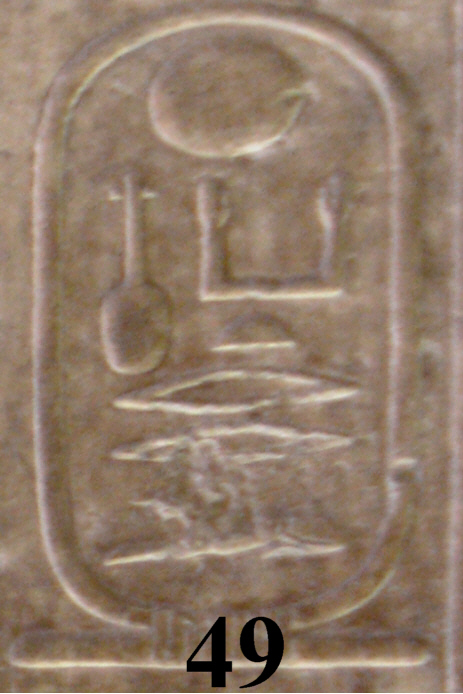

네페르카레 테레루(Neferkare Tereru) 혹은 네페르카레 5세(Neferkare V)는 이집트 제1중간기의 파라오로, '레의 영혼은 아름답다'라는 뜻이다. 아비도스 왕 목록에만 등장한다.
| 전임 니카레 ? | 이집트 제7왕조의 파라오 ? | 후임 네페르카호르 ? |